# Charles Murray (forfatter)
Charles Alan Murray (født 8. januar 1943) er en amerikansk konservativ sociolog og forfatter. Han blev først kendt for sin bog Losing Ground, hvor han drøftede det amerikanske velfærdssystem. Han er bedst kendt for sin kontroversielle bog The Bell Curve som han skrev sammen med Richard Herrnstein i 1994, som hævder, at social ulighed og race er forbundet med medfødte forskelle i intelligens.
Murray har også skrevet In Pursuit: Of Happiness and Good Government (1988), What It Means to be a Libertarian: A Personal Interpretation (1996), Human Accomplishment: The Pursuit of Excellence in the Arts and Sciences, 800 B.C. to 1950 (2003), og In Our Hands: A Plan to Replace the Welfare State (2006). Han udgav Real Education: Four Simple Truths for Bringing America's Schools Back to Reality i år 2008 som er hans nyeste bog.

## Murray's Lov
Murrays lov er et sæt af konklusioner, der er afledt af Charles Murray i hans bog Losing Ground. Væsentlige, hedder det, at alle sociale velfærdsprogrammer er dømt til at bevirke en netto skade på samfundet, og faktisk skade de mennesker som disse programmer forsøger at hjælpe. I sidste ende, konkluderer han, at alle sociale programmer, der ikke kan blive en succes, og i sidste instans skal fjernes helt. 
Murrays lov: 
1. Loven om uperfekt udvælgelse : Enhver objektiv regel, der definerer berettigelse til en social transfer program vil irrationelt udelukke nogle personer.
2. Loven om Utilsigtet belønning: Enhver social overførsel øger nettoværdien af at være i den sociale status som overførslen kræver af modtageren.
3. Loven om Netto skade: Jo mindre sandsynligt det er, at den uønskede adfærd vil ændre sig frivilligt, jo mere sandsynligt er det, at et program til at fremkalde forandringer vil forårsage netto skade.